# روبرتو بروس
روبرتو بروس (بالإسبانية: Roberto Bruce) هو صحفي تشيلي، ولد في 30 يوليو 1979 في تالاغانتي في تشيلي، وتوفي في 2 سبتمبر 2011 في جزر خوان فرنانديز في تشيلي.